# Фрајрахдорф
Фрајрахдорф (њем. Freirachdorf) општина је у њемачкој савезној држави Рајна-Палатинат. Једно је од 192 општинска средишта округа Вестервалд. Према процјени из 2010. у општини је живјело 662 становника. Посједује регионалну шифру (AGS) 7143019.

## Географски и демографски подаци
Фрајрахдорф се налази у савезној држави Рајна-Палатинат у округу Вестервалд. Општина се налази на надморској висини од 275 метара. Површина општине износи 4,3 km². У самом мјесту је, према процјени из 2010. године, живјело 662 становника. Просјечна густина становништва износи 155 становника/km².